# Rip Taylor

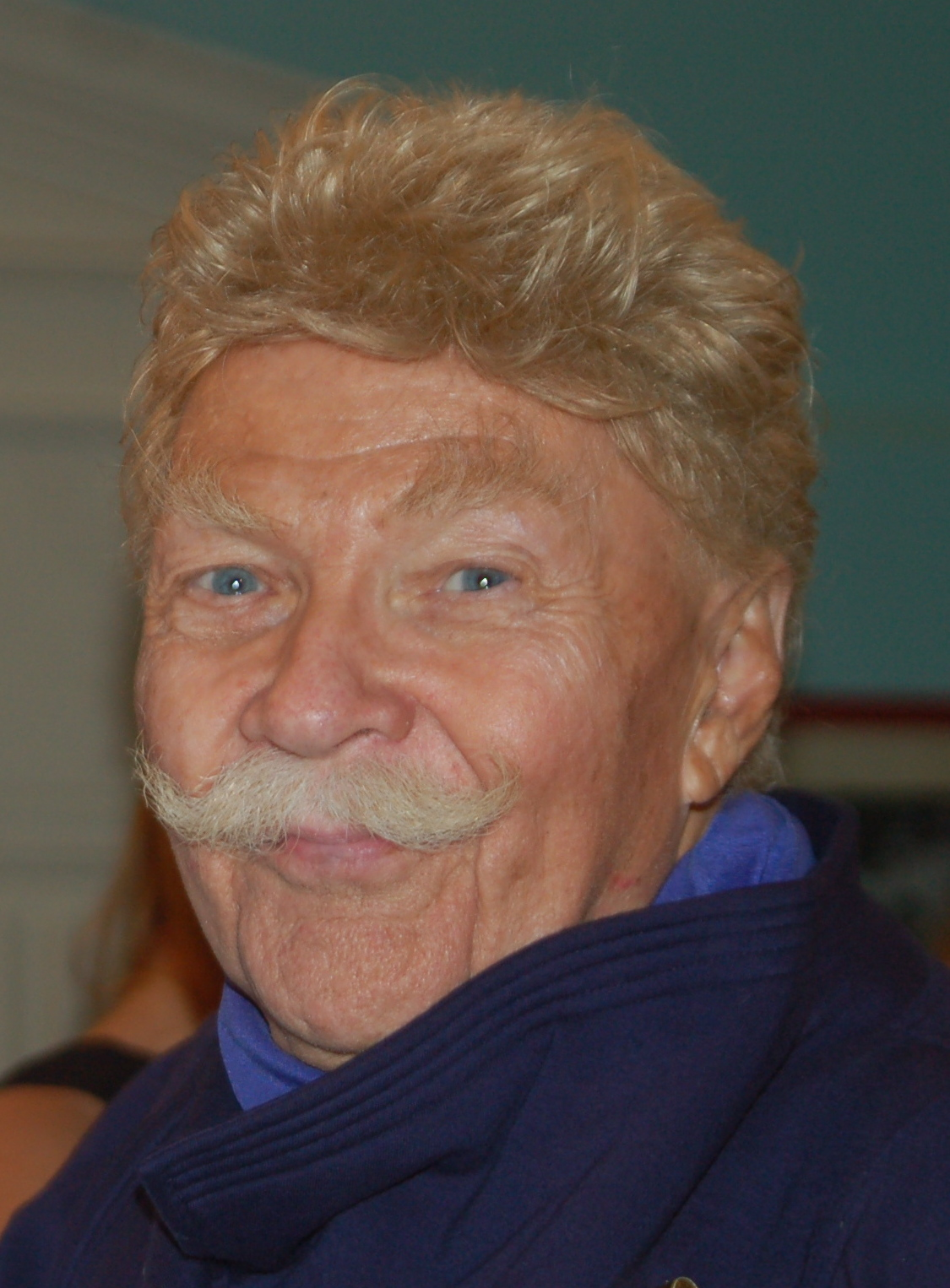
Taylor im November 2010

Rip Taylor (* 13. Januar 1931 in Washington D.C.  als Charles Elmer Taylor; † 6. Oktober 2019 in Beverly Hills, Kalifornien) war ein US-amerikanischer Schauspieler und Entertainer.

## Leben und Wirken
Taylor wurde im Jahr 1969 durch seine Auftritte in der Ed Sullivan Show bekannt. Später folgten The Gong Show (1976) und The $1.98 Beauty Show (1978). Als Entertainer trat Taylor häufig in Las Vegas auf; neben u. a. Sammy Davis, Jr., Debbie Reynolds und Frank Sinatra. In den 1970er Jahren wurde er dort dreimal mit dem Titel Entertainer of the Year ausgezeichnet.
Taylor spielte im Film Ein unmoralisches Angebot (1993) neben Robert Redford und Demi Moore, im Film Alex & Emma (2003) neben Kate Hudson und Sophie Marceau. Einen kurzen Auftritt hatte er bei Jackass: The Movie (2003), Jackass: Number Two (2006) und Jackass 3D (2010).
Taylor war ebenfalls Sprecher in zahlreichen Zeichentrickserien wie DuckTales und The Addams Family sowie Zeichentrickfilmen wie Ducktales: Der Film – Jäger der verlorenen Lampe (1990) und Tom and Jerry: The Movie (1992). Als Schauspieler vor der Kamera war er an mehr als 60 Film- und Fernsehproduktionen beteiligt. Für seine Synchronrolle in der Zeichentrickserie The Addams Family wurde er 1994 für den Preis Emmy nominiert.
Er trat in einigen Musicals auf dem Broadway auf, darunter Anything Goes, Oliver!, Peter Pan und A Funny Thing Happened on the Way to the Forum (1999).
Am 6. Oktober 2019 starb Rip Taylor im Alter von 88 Jahren in seinem Anwesen in Beverly Hills.

## Filmografie (Auswahl)
- 1964: So bändigt man Eva (I’d Rather Be Rich)
- 1977: Chatterbox
- 1977: The Happy Hooker Goes to Washington
- 1982: Cheech und Chong im Dauerstress (Things Are Tough All Over)
- 1987: Amazonen auf dem Mond oder Warum die Amis den Kanal voll haben  (Amazon Women on the Moon)
- 1992: Kevin – Allein in New York (Home Alone 2: Lost in New York)
- 1993: Ein unmoralisches Angebot (Indecent Proposal)
- 1993: Wayne’s World 2
- 1994: Das Schweigen der Hammel (The Silence of the Hams)
- 2000: The Boys Behind the Desk
- 2003: Alex & Emma
- 2003: Jackass: The Movie
- 2006: Jackass: Nummer Zwei (Jackass: Number Two)
- 2010: Jackass 3D

## Ludografie
- 1997: Zork: Der Großinquisitor